# Lemurins
Els lemurins (Lemurinae) són una subfamília de lèmurs de la família dels lemúrids (Lemuridae). Tot i que conté un parell d'espècies extintes del gènere Pachylemur, la majoria de les espècies contingudes en aquesta subfamília encara estan vivents avui en dia.
Són primats de mida mitjana, amb el musell vulpí i grans ulls amb pupil·les verticals. Les orelles sovint estan cobertes amb pèl que forma un serrell més o menys evident segons l'espècie. La cua és tan llarga com el cos o més.